# Texcalco
Texcalco är en ort i Mexiko.   Den ligger i kommunen Altepexi och delstaten Puebla, i den sydöstra delen av landet, 220 km sydost om huvudstaden Mexico City. Texcalco ligger 1 363 meter över havet och antalet invånare är 138.
Terrängen runt Texcalco är kuperad åt nordväst, men åt sydost är den platt. Runt Texcalco är det tätbefolkat, med 427 invånare per kvadratkilometer. Närmaste större samhälle är Tehuacán, 9,0 km nordväst om Texcalco. Trakten runt Texcalco består till största delen av jordbruksmark.